# Voetbal in België
Voetbal is een nationale sport in België. Het wordt gespeeld sinds de laatste decennia van de negentiende eeuw. Het veldvoetbal bij de mannen is het populairst en kan op de meeste belangstelling rekenen, maar ook damesvoetbal en zaalvoetbal worden georganiseerd. De Belgische clubs en nationale ploeg kenden in de jaren 70 en 80 van de vorige eeuw grote successen. Er bestaan duizenden clubs waar gevoetbald wordt in competitieverband. Vooral het profvoetbal kan op enorme belangstellingen rekenen in de pers en in live-uitzendingen op televisie. Ook als recreatief spel buiten de ingerichte competities is voetbal, met minder strikte regels, enorm populair bij jongeren.

## Voetbalverbonden
De voetbalclubs zijn in België verenigd in verschillende voetbalbonden.
De meeste professionele clubs zijn aangesloten bij de Koninklijke Belgische Voetbalbond (KBVB), het is de officiële instantie die de diverse nationale competities organiseert, en waarbij alle clubs zich aan kunnen sluiten. Bovendien staat deze bond in voor de nationale ploeg. De UBSSA, voorloper van de KBVB, werd opgericht in 1895. In 1904 sloot de bond zich aan bij de FIFA, in 1954 bij de UEFA.
Daarnaast zijn er nog vele verbonden met voornamelijk clubs uit het amateurvoetbal. Zo zijn er socialistische, katholieke en liberale voetbalbonden. Een van de grootste is de Koninklijke Vlaamse Voetbalbond.
De KBVB richt naast veldvoetbal ook zaalvoetbalcompetities in, met bij de KBVB aangesloten futsalclubs. Ook de Belgische Zaalvoetbalbond (BZVB) richt aparte zaalvoetbalcompetities in met aparte clubs. Daarnaast wordt ook minivoetbal gespeeld, met competities en clubs bij de Vlaamse Minivoetbalfederatie (VMF). Deze sport is wordt vooral in de provincie West- en Oost-Vlaanderen beoefend. Het veldvoetbal blijft evenwel de meest populaire voetbalvariant.

## Nationale ploeg
De nationale ploeg staat bekend onder de naam Rode Duivels. De eerste wedstrijd van de nationale ploeg werd gespeeld op 1 mei 1904 (een 3-3 gelijkspel tegen Frankrijk). Op de Olympische Spelen van 1920 in Antwerpen haalde de nationale ploeg de gouden medaille. De beste prestaties op een WK waren een vierde plaats in 1986 en een derde plaats in 2018, de beste prestaties op een EK waren een derde plaats in 1972 en een tweede in 1980.

## Clubs

### Stamnummer
Verschillende clubs werden opgericht in de jaren 70 en 80 van de negentiende eeuw. Vaak ging het om voetbalafdelingen van algemene sportclubs. De eerste club die zich registreerde bij de nationale voetbalbond was Antwerp FC. In november 1926 kreeg elk van de 809 toen geregistreerde clubs een stamnummer of matricule. Deze werden toegekend volgens de volgorde waarin de clubs de voorgaande decennia tot de bond waren toegetreden (op enkele foutjes na); het stamnummer "1" werd dus toegekend aan Antwerp. Het hoogste stamnummer in 2007 is 9511 van Dames Football Club Ternat. Veel stamnummers zijn in de loop der jaren geschrapt, omwille van clubs die het voor bekeken hielden, failliet gingen, of een fusie aangingen met een andere club. Wanneer twee of meer clubs fuseren, moeten de clubs kiezen welk stamnummer ze zullen behouden. Gewoonlijk wordt het stamnummer van de ploeg gekozen die het hoogst in de rankschikking staat. De nieuwe club begint immers de volgende competitie in de reeks waar de oude club met hetzelfde stamnummer het seizoen zou begonnen zijn.
De eerste tien stamnummers zijn:
1. Royal Antwerp Football Club
2. Daring Club de Bruxelles (niet langer actief)
3. Club Brugge
4. RFC de Liège
5. R. Léopold FC
6. Racing Club de Bruxelles, nu KFC Rhodienne-Verrewinkel
7. KAA Gent
8. RCS Verviétois (niet langer actief)
9. Royale Union Limbourg FC
10. Union Sint-Gillis

### Benaming
De meeste Belgische clubs kiezen hun naam naar de stad, gemeente of locatie waar de ploeg z'n thuisbasis heeft. Een club die minstens 50 jaar bestaat mag de clubnaam aanpassen en deze laten voorafgaan door Royal of Koninklijk. Voor 1968 mocht dit nog bij het 35-jarige bestaan, voor 1958 bij de 25ste verjaardag van een club.
Naast deze elementen nemen de meeste clubs in hun naam ook een voorvoegsel of achtervoegsel op in het Nederlands of Frans. Dit is een korte lijst met enkele populaire toevoegingen in de twee talen:
| Nederlands                  | Nederlands   | Frans                  | Frans |
| --------------------------- | ------------ | ---------------------- | ----- |
| Atletiek Club               | A.C.         | Athletic Club          | A.C.  |
| Atletieke Associatie        | A.A.         | Association Athlétique | A.A.  |
| Excelsior                   | E.           | Excelsior              | E.    |
| Football Club               | F.C.         | Football Club          | F.C.  |
| Koninklijke                 | K.           | Royale                 | R.    |
| Koninklijke Maatschappij    | K.M.         | Société Royale         | S.R.  |
| Racing Club                 | R.C.         | Racing Club            | R.C.  |
| Sporting Club of Sport Club | S.C.         | Sporting Club          | S.C.  |
| Sportkring                  | S.K.         | Cercle Sportif         | C.S.  |
| Sportvereniging             | S.V.         | Sport Association      | S.A.  |
| Voetbalclub of Voetbalklub  | V.C. of V.K. | Football Club          | F.C.  |
| Voetbal Vereniging          | V.V.         | Association Football   | A.F.  |

Andere regelmatig voorkomende toevoegingen zijn "Eendracht" (E.), "Verbroedering", "Sport" , "Entente Sportive" (E.S.), "Jeunesse Sportive" (J.S.), "Olympique Club" (O.C.), ""Union Sportive" (U.S.). Enkele van deze toevoegsel worden soms afgekort, soms in officiële namen, maar meestal in de omgangstaal. Zo spreekt men dan enkel meestal van de kortere termen "Sporting", "Club", "Racing", "Cercle". Daarnaast bestaat er nog verscheidenheid aan afkortingen en toevoegsel die één specifieke club in zijn naam heeft gekozen.
Oorspronkelijk hadden bijna alle clubs een Franstalig naam; zowel de gemeente- of stadsnaam als de toevoegen waren Frans. Tussen het begin van de twintigste eeuw en het eind van de jaren 60 veranderen veel Vlaamse clubs hun naam naar een Nederlandstalige variant. Soms veranderen clubs van naam om andere redenen: een verjaardag, een fusie, een club die zijn profiel of uitstraling enigszins wil aanpassen, enz. Vooral door fusie ontstonden namen met verschillende plaatsnamen in, zoals K. Beringen-Heusden-Zolder of Sporting West Ingelmuster-Harelbeke.

### Europese resultaten
RSC Anderlecht en KV Mechelen zijn de twee Belgische clubs die een Europese beker op hun palmares hebben staan. Dit is een lijst van Europese winnaars en finalisten, per competitie:
- Champions Cup/Champions League:
  - Finale:
    - Club Brugge (1978)
- Beker voor Bekerwinnaars:
  - Winnaar:
    - RSC Anderlecht (1976 en 1978)
    - KV Mechelen (1988)

  - Finale:
    - RSC Anderlecht (1977 en 1990)
    - Standard Luik (1982)
    - Royal Antwerp FC (1993)
- UEFA Cup:
  - Winnaar:
    - RSC Anderlecht (1983)

  - Finale:
    - Club Brugge (1976)
    - RSC Anderlecht (1984)
- Jaarbeursstedenbeker:
  - Finale:
    - RSC Anderlecht (1970)
- Europese Supercup:
  - Winnaar:
    - RSC Anderlecht (1976 en 1978)
    - KV Mechelen (1988)

## Organisatie
De KBVB organiseert verschillende competitiereeksen. Het hoogste niveau is de nationale Eerste Klasse A (1A), daaronder bevindt zich in het profvoetbal nog Eerste klasse B (1B). In totaal spelen er 32 profclubs in deze beide profcompetities.
Daaronder bevindt zich het amateurvoetbal, op nationaal niveau zijn dat Eerste nationale, Tweede afdeling en Derde afdeling. Onder de nationale amateurreeksen wordt gespeeld per provincie, in negen provinciale reeksen. De provinciale reeksen Brabant vormen een uitzondering op de andere provinciale reeksen. In de provinciale reeksen Brabant treden clubs aan uit de provincies Vlaams-Brabant en Waals-Brabant en uit het Brussels Hoofdstedelijk Gewest.
Daarnaast wordt jaarlijks de Beker van België georganiseerd volgens een play-off-systeem. In de eerste rondes nemen de ploegen uit de lagere reeksen deel, in latere rondes worden teams uit nationale reeksen toegevoegd. Door dit systeem kunnen teams uit verschillende niveaus in een officiële competitie tegen elkaar uitkomen.
De winnaars van de Beker en de Eerste Klasse strijden jaarlijks voor de Belgische Supercup.

## Voetbal in België per provincie (seizoen 2025–2026)
In het seizoen 2025/26 spelen de volgende clubs op de drie hoogste niveaus in België.

### Antwerpen
Enkele van de eerste Belgische clubs werden in Antwerpen opgericht. Royal Antwerp FC is de oudste nog bestaande club van België. De Antwerpse clubs die zich in de geschiedenis van de sport meerdere malen tot landskampioen kroonden, zijn Beerschot VAC (7 titels), Royal Antwerp FC (5 titels), Lierse SK (4 titels) en KV Mechelen (4 titels).
Eerste klasse A
- R. Antwerp FC
- KV Mechelen
- KVC Westerlo

Eerste klasse B
- K. Beerschot VA
- Lierse SK

Eerste nationale
- KFC Dessel Sport
- Hoogstraten VV
- KVC Houtvenne
- K. Lyra-Lierse

### Limburg
KRC Genk is de meest succesvolle club uit Limburg met vier landstitels. Het is tot op heden de enige Limburgse club die Belgisch landskampioen kon worden.
Eerste klasse A
- KRC Genk
- Sint-Truiden VV

Eerste klasse B
- Jong Genk
- Lommel SK
- K. Patro Eisden Maasmechelen

Eerste nationale
- SV Belisia Bilzen
- K. Sporting Hasselt
- KVV Thes Sport Tessenderlo

### Oost-Vlaanderen
Twee clubs uit Oost-Vlaanderen slaagden er al in om Belgisch landskampioen te worden. Het meest succesvol was KSK Beveren met twee landstitels. Daarnaast werd KAA Gent eenmaal kampioen.
Eerste klasse A
- FCV Dender EH
- KAA Gent

Eerste klasse B
- SK Beveren
- Jong KAA Gent
- KSC Lokeren

Eerste nationale
- KFC Merelbeke
- KVK Ninove
- KVV Zelzate

### Vlaams-Brabant
Nog geen enkele club uit Vlaams-Brabant kon landskampioen worden. Behalve OH Leuven speelden in het verleden ook KFC Diest (9 seizoenen) en KVK Tienen (1 seizoen) in Eerste klasse.
Eerste klasse A
- OH Leuven

Eerste klasse B
- Geen clubs actief

Eerste nationale
- K. Diegem Sport
- OH Leuven U23
- KVK Tienen

### West-Vlaanderen
West-Vlaanderen heeft een rijke historie van landskampioenen. Het meest succesvol is Club Brugge dat met 18 landstitels enkel RSC Anderlecht voor zich moet dulden. Daarnaast werd Cercle Brugge ook driemaal kampioen.
Eerste klasse A
- Cercle Brugge
- Club Brugge
- SV Zulte Waregem

Eerste klasse B
- Club NXT
- KV Kortrijk

Eerste nationale
- Jong Cercle
- R. Knokke FC
- SK Roeselare

### Brussels Hoofdstedelijk Gewest
Het eerste Belgisch kampioenschap werd gespeeld met zeven clubs, waarvan er vier uit het Brusselse waren, namelijk Racing Club, Léopold Club, Sporting Club en Union FC d'Ixelles. Léopold Club was de club voor de adel en de bourgeoisie in Brussel. Deze club bestaat nog steeds na een hele reeks fusies in de jaren 80 en 90, maar is weggezakt naar lagere reeksen. Sporting Club en Union d'Ixelles verdwenen al na enkele competities rond 1900. Racing Club was in de beginjaren succesvol, maar zou net als een andere stadsgenoot die erbij kwam, Daring Club, enkele fusies ondergaan met White Star, tot RWDM, hoewel het stamnummer tegenwoordig in handen is van Rhodienne-Verrewinkel in lagere reeksen. Aan het begin van de 20ste eeuw ontstond een nieuwe club, Union, die de daaropvolgende jaren zou domineren. Uiteindelijk zou het RSC Anderlecht, een Brusselse club uit Anderlecht, opgericht in 1908, zijn die geleidelijk zou uitgroeien tot de meest succesvolle Belgische club, terwijl alle andere Brusselse topclubs van weleer verdwenen of wegzakten.
Eerste klasse A
- RSC Anderlecht
- R. Union Saint-Gilloise

Eerste klasse B

- RSCA Futures
- RWDM Brussels

Eerste nationale
- Crossing Schaerbeek
- R. Union Saint-Gilloise U23

### Henegouwen
Henegouwen is een van de actiefste Waalse provincies op het hoogste niveau. In Eerste Klasse speelt Sporting Charleroi sinds 2012. In het verleden traden ook RAEC Mons, Excelsior Moeskroen, RAA Louviéroise, R. Olympic Club Charleroi, RRC Tournai en RUS Tournaisienne aan in Eerste klasse.
Eerste klasse A
- Sporting Charleroi
- RAAL La Louvière

Eerste klasse B
- R. Francs Borains
- R. Olympic Club Charleroi

Eerste nationale
- RAEC Mons
- Zébra Elites

### Namen
Geen enkele Naamse club speelde ooit in de hoogste voetbalklasse. UR Namur trad 14 keer aan in Tweede klasse. Ook RCS Andennais (2x), Wallonia Association Namur (1x) en R. Entente Sambreville (1x) speelden ooit in Tweede klasse.
Eerste klasse A
- Geen clubs actief

Eerste klasse B
- Geen clubs actief

Eerste nationale
- RFC Meux
- UR Namur
- Union Rochefortoise

### Luik
Luik is een van de succesvolle Waalse provincies en de stad Luik een van de succesvolste voetbalsteden in België. De eerste Belgische landstitel werd gewonnen door FC Liégeois, dat ook bekend staat onder de naam RFC Liège of Club Luik.
Aanvankelijk was FC Liégeois de leidinggevende club uit Luik, met vijf landstitels van 1895 tot 1953, de daaropvolgende halve eeuw zou Standard met acht landstitel de rol overnemen. Ook RCS Verviétois, RFC Seraing (dat later in Standard opging), R. Tilleur FC en het Duitstalige KAS Eupen speelden ooit in de hoogste afdeling.
Eerste klasse A
- R. Standard Liège

Eerste klasse B
- KAS Eupen
- RFC Liège
- RFC Seraing

Eerste nationale
- SL 16 FC
- RRC Stockay-Warfusée

### Luxemburg
Geen enkele Luxemburgse club speelde ooit op het hoogste niveau, R. Excelsior Virton kwam nooit verder dan Tweede klasse. Het is de meest succesvolle club in de provincie en tevens de meest zuidelijke in het land. Ook Jeunesse Arlonaise speelde ooit één seizoen in Tweede klasse.
Eerste klasse A
- Geen clubs actief

Eerste klasse B
- Geen clubs actief

Eerste nationale
- R. Excelsior Virton
- RSC Habay-la-Neuve

### Waals-Brabant
Nog geen enkele club uit Waals-Brabant kon landskampioen worden. AFC Tubize is de enige club uit deze provincie die al uitkwam in Eerste klasse. R. Stade Nivellois en Racing Jet Wavre speelden ooit enkele seizoenen in Tweede klasse.
Eerste klasse A
- Geen clubs actief

Eerste klasse B
- Geen clubs actief

Eerste nationale
- R. Union Tubize-Braine

## Media
Als grootste sport in België neemt voetbal in de media een prominente plaats in. De maandagedities van veel kranten bevatten traditioneel uitgebreide aandacht aan de nationale voetbalcompetities in hun sportbijlagen. Ook algemene sportmagazines zoals Sport/Voetbalmagazine richten zich sterk tot het voetbal. De KBVB geeft met Sportleven (La Vie Sportive) zelf een bondsblad met voetbalnieuws en officiële mededelingen uit. Sinds 1 juli 2004 is dit meer dan 100 jaar oude blad vervangen door een versie die enkel via internet te lezen is. Op televisie worden traditioneel wedstrijden van de nationale ploeg en Europese wedstrijden getoond. De verslaggeving van de nationale competitie en bekercompetitie bleef beperkt tot uitgebreide samenvattingen. Voor de rechten op deze wedstrijden kan door de televisiezenders geboden worden. Betaalzender Canal+ bood lange tijd de mogelijkheid Belgische competitiematchen live te volgen. Sinds de komst van Belgacom TV in 2005/06 zijn deze wedstrijden via digitale televisie te volgen, en wordt ook elke speeldag één wedstrijd rechtstreeks op de openbare omroep uitgezonden.

### Uitzendrechten
Deze lijst geeft een overzicht van de uitzendrechten in het voetbalseizoen 2024/25 voor het Nederlandstalige landsgedeelte waaraan Belgische voetbalteams mee kunnen doen, met tussen haakjes de duurtijd van het contract, voor zover bekend.
- Rechtstreekse uitzendingen van alle wedstrijden + online samenvattingen van de Jupiler Pro League : Eleven Sports (2020-2025)
- Gala van de Profvoetballer van het Jaar : VRT
- Livestream van alle wedstrijden + samenvattingen van de Challenger Pro League: Eleven Sports (2020-2025)
- Live tv-uitzendingen van wedstrijden in de Croky Cup (Beker van België): VRT één wedstrijd per speelronde + samenvattingen, VTM een deel van de overige wedstrijden en Het Laatste Nieuws onlinesamenvattingen (2020-2025)
- Supercup: Eleven DAZN
- Super League (vrouwencompetitie):  Eleven Sports (2020-2025)
- Rode Duivels: VRT het WK en EK, en VTM de UEFA Nations League en oefeninterlands
- Live tv-uitzendingen van alle UEFA Europa League- én UEFA Conference Leaguewedstrijden: Play Media (2024-2027)
- Tv-uitzendingen Champions League vanaf League fase (eerste ronde): Play Sports alle wedstrijden en VTM alleen de wedstrijden van Belgische clubs (2024-2027)

° Met verslagen wordt bedoeld dat enkel dat tv-station een apart programma mag uitzenden over de voetbalwedstrijden. Korte wedstrijdverslagen in de nieuwsuitzendingen zijn ook toegestaan voor andere tv-stations, mits hierover een overeenkomst wordt bereikt met de rechtenhouder.